# (30976) 1995 FH1
1995 أف إتش 1 (ويعرف أيضًا باسم (30976) 1995 أف إتش 1 وفق تسمية الكوكب الصغير) (بالإنجليزية: 1995 FH1)‏ هو كويكب ضمن حزام الكويكبات؛ وترتيبه 30976 من حيث الاكتشاف.
اكتُشف هذا الجُرم الفلكي بواسطة هيروشي كانيدا في 28 مارس 1995.

## وصلات خارجية
- (30976) 1995 FH1 في قاعدة بيانات مختبر الدفع النفاث لأجرام النظام الشمسي الصغيرة

- الاكتشاف · مخطط المدار ·  العناصر المدارية · المعلمات المادية

- (30976) 1995 FH1 على موقع ويكي سكاي: DSS2, SDSS, GALEX, IRAS, Hydrogen α, X-Ray, Astrophoto, Sky Map, Articles and images